# ミラゴアーヌ
ミラゴアーヌ（ハイチ語: Miragwàn, ミラグワーヌ）はハイチ南部の都市。ニップ県の県庁所在地。2015年の推定人口は62,528人。ポルトープランスの約100km西に位置し、ゴナーヴ湾に面しマイアミなどからの中古品の輸入港となっている。南東にミラゴアーヌ湖がある。
17世紀半ばにイギリス系の海賊により建設され、スペイン人によりイグアナの村という意味で名付けられた。
かつてはコーヒーや果物、木材が輸出された。タバコとサイザルアサの加工品が生産される。ボーキサイトも産出される。1960年代から1970年代にレイノルズ社がアルミ箔の生産を始めたが、電力供給に問題があった。当局は住民より工場を優先し、レイノルズ社は経営を続けている。マキラドーラの設置も計画されているが電力や水の供給は不安定である。
2004年のジャン＝ベルトラン・アリスティド追放時にミラゴアーヌでも元兵士が警察署の占拠を試みて負傷した。2005年には作家でアナウンサーのブリニョル・ランドル殺害の嫌疑でジューベル・サン＝ジュストがミラゴアーヌ住民に逮捕された。
ネオゴシック様式の洗礼者聖ヨハネ教会がある。大理石の祭壇は当初ジェレミーの教会に用意されたものである。

## 脚註
1. 1 2 3  “Haiti: administrative units, extended”.   geoHive. 2016年10月5日時点のオリジナルよりアーカイブ。2023年11月14日閲覧。
2. ↑  "Miragoâne residents arrest one of Brignol Lindor’s alleged murderers Archived 2007年6月26日, at the Wayback Machine.", Reporters Without Borders, 6 April 2005.